# Dicercoclados
Dicercoclados é um género botânico pertencente à família Asteraceae.